# Carlos Cabieses López
Carlos Ernesto Cabieses López fue un abogado y político peruano. Fue uno de los fundadores del partido político Acción Popular.
Nació en Lima el 12 de noviembre de 1925. Estudió derecho en la Universidad Nacional Mayor de San Marcos. Junto con Fernando Belaúnde Terry, fue fundador del Frente Nacional de Juventudes Democráticas que luego daría lugar al partido Acción Popular. Fue elegido como senador por el Departamento de Lima en 1963, ejerciendo ese cargo hasta el 3 de octubre de 1968 cuando se dio el golpe de Estado que originó el Gobierno Revolucionario de las Fuerzas Armadas. Luego del gobierno militar, fue reelecto como senador en las elecciones generales de 1980, ejerciendo ese cargo hasta 1985.
Fue autor de la colección de libros "Rescate a la Memoria" (1. El 56, 2. Acción en democracia: Belaúnde 1963-1968, y 3. Luminosa madurez: Belaúnde 1980-1985) en los que narra la historia del Perú republicano en la segunda mitad del siglo XX desde su punto de vista de miembro del partido Acción Popular.